# Dyskografia Xzibita
Artykuł przedstawia dyskografię dotyczącą amerykańskiego rapera Xzibita. Zawiera albumy studyjne, kompilacje, mixtape’y, single oraz listę teledysków.

## Dyskografia

### Albumy studyjne
| Tytuł                                      | Dane dot. albumu                                                                                               | Najwyższa pozycja | Najwyższa pozycja | Najwyższa pozycja | Najwyższa pozycja | Najwyższa pozycja | Najwyższa pozycja | Najwyższa pozycja | Najwyższa pozycja | Najwyższa pozycja | Najwyższa pozycja | Sprzedaż        | Certifikat                                 |
| Tytuł                                      | Dane dot. albumu                                                                                               | US                | US R&B            | US Rap            | AUS               | CAN               | GER               | NLD               | NZ                | SWI               | UK                | Sprzedaż        | Certifikat                                 |
| ------------------------------------------ | --- | ----------------- | ----------------- | ----------------- | ----------------- | ----------------- | ----------------- | ----------------- | ----------------- | ----------------- | ----------------- | --------------- | ------------------------------------------ |
| At the Speed of Life                       | - Data wydania: 1 października 1996 (US) - Wydawca: Loud, RCA - Format: CD, LP, kaseta, digital download       | 74                | 22                | –                 | –                 | 38                | 74                | 19                | –                 | 35                | –                 |                 |                                            |
| 40 Dayz & 40 Nightz                        | - Data wydania: 25 sierpnia 1998 (US) - Wydawca: RCA - Format: CD, LP, kaseta, digital download                | 58                | 14                | –                 | –                 | 50                | –                 | –                 | –                 | –                 | –                 |                 |                                            |
| Restless                                   | - Data wydania: 12 grudnia 2000 (US) - Wydawca: Loud - Format: CD, LP, kaseta, digital download                | 12                | 1                 | –                 | 53                | –                 | 21                | 28                | 30                | 40                | 27                | - US: 1 000 000 | - RIAA: Platyna - BPI: Złoto - MC: Platyna |
| Man Vs. Machine                            | - Data wydania: 1 października 2002 (US) - Wydawca: Loud, Columbia - Format: CD, LP, kaseta, digital download  | 3                 | 1                 | –                 | 8                 | 8                 | 20                | 37                | 36                | 33                | 43                | - US: 600 000   | - RIAA: Złoto - ARIA: Złoto - MC: Złoto    |
| Weapons of Mass Destruction                | - Data wydania: 14 grudnia 2004 (US) - Wydawca: Sony - Format: CD, LP, digital download                        | 43                | 19                | 11                | 42                | 73                | 27                | 62                | –                 | 27                | 85                | - US: 500 000   | - RIAA: Złoto                              |
| Full Circle                                | - Data wydania: 17 października 2006 (US) - Wydawca: Koch - Format: CD, LP, digital download                   | 50                | 13                | 7                 | –                 | 64                | –                 | –                 | –                 | 74                | –                 |                 |                                            |
| Napalm                                     | - Data wydania: 8 października 2012 (US) - Wydawca: Open Bar Entertainment, EMI - Format: CD, digital download | 150               | 21                | 17                | –                 | –                 | –                 | –                 | –                 | –                 | –                 |                 |                                            |
| „–” oznacza, że pozycja nie była notowana. | |                   |                   |                   |                   |                   |                   |                   |                   |                   |                   |                 |                                            |

### Kompilacje
| Rok  | Dane dot. albumu                                                 |
| ---- | ---------------------------------------------------------------- |
| 2011 | Urban Ammo 2 - Data wydania: 14 kwietnia 2011 - Wydawca: Extreme |

### Mixtape’y
| Rok  | Dane dot. albumu |
| ---- | --- |
| 2010 | Digital Dynasty 12 - Data wydania: 30 marca 2010 - Wydawca: Tha Advocate                                                                |
| 2013 | Serial Killers Vol. 1 (oraz B-Real & Demrick jako Serial Killaz) - Data wydania: 31 października 2013 - Wydawca: Open Bar Entertainment |
| 2015 | The Murder Show (oraz B-Real & Demrick jako Serial Killaz) - Data wydania: 30 października 2015 - Wydawca: Open Bar Entertainment       |

## Single

### Solowe
| Tytuł                                                          | Rok  | Najwyższa pozycja | Najwyższa pozycja | Najwyższa pozycja | Najwyższa pozycja | Najwyższa pozycja | Najwyższa pozycja | Najwyższa pozycja | Najwyższa pozycja | Najwyższa pozycja | Najwyższa pozycja | Certyfikat                  | Album                       |
| Tytuł                                                          | Rok  | US                | US R&B            | US Rap            | AUS               | GER               | NL                | NZ                | SWE               | SWI               | UK                | Certyfikat                  | Album                       |
| -------------------------------------------------------------- | ---- | ----------------- | ----------------- | ----------------- | ----------------- | ----------------- | ----------------- | ----------------- | ----------------- | ----------------- | ----------------- | --------------------------- | --------------------------- |
| „Paparazzi”                                                    | 1996 | 83                | 61                | 9                 | –                 | 11                | 5                 | –                 | 7                 | 6                 | –                 | - BVMI: Złoto               | At the Speed of Life        |
| „The Foundation”                                               | 1996 | 101               | 58                | 16                | –                 | –                 | –                 | –                 | –                 | –                 | –                 |                             | At the Speed of Life        |
| „Eyes May Shine”                                               | 1996 | –                 | –                 | –                 | –                 | –                 | –                 | –                 | –                 | –                 | –                 |                             | At the Speed of Life        |
| „What U See Is What U Get”                                     | 1998 | 50                | 34                | 3                 | –                 | –                 | –                 | –                 | –                 | –                 | –                 |                             | 40 Dayz & 40 Nightz         |
| „Los Angeles Times”                                            | 1998 | –                 | –                 | –                 | –                 | –                 | –                 | –                 | –                 | –                 | –                 |                             | 40 Dayz & 40 Nightz         |
| „3 Card Molly”                                                 | 1998 | –                 | –                 | –                 | –                 | –                 | –                 | –                 | –                 | –                 | –                 |                             | 40 Dayz & 40 Nightz         |
| „Pussy Pop” (feat. Jayo Felony & Method Man)                   | 1999 | –                 | 113               | –                 | –                 | –                 | –                 | –                 | –                 | –                 | –                 |                             | 40 Dayz & 40 Nightz         |
| „Year 2000”                                                    | 2000 | –                 | 76                | 24                | –                 | –                 | –                 | –                 | –                 | –                 | –                 |                             | Black and White OST         |
| „Front 2 Back”                                                 | 2000 | –                 | 65                | 42                | –                 | 95                | –                 | –                 | –                 | 66                | –                 |                             | Restless                    |
| „X”                                                            | 2000 | 76                | 32                | 36                | –                 | 4                 | 12                | –                 | 42                | 5                 | 14                | - BPI: Srebro - BVMI: Złoto | Restless                    |
| „Get Your Walk On”                                             | 2001 | –                 | 102               | –                 | –                 | –                 | –                 | –                 | –                 | –                 | –                 |                             | Restless                    |
| „Multiply” (feat. Nate Dogg)                                   | 2002 | 114               | 40                | 23                | 31                | 33                | 76                | –                 | 31                | 33                | 39                |                             | Man vs. Machine             |
| „Choke Me, Spank Me (Pull My Hair)”                            | 2002 | –                 | 73                | –                 | –                 | –                 | –                 | –                 | –                 | –                 | –                 |                             | Man vs. Machine             |
| „Symphony in X Major” (feat. Dr. Dre)                          | 2002 | –                 | 63                | –                 | 43                | –                 | –                 | –                 | –                 | –                 | –                 |                             | Man vs. Machine             |
| „Hey Now (Mean Muggin)” (feat. Keri Hilson)                    | 2004 | 93                | 52                | –                 | 44                | 33                | 79                | 21                | –                 | 42                | 9                 | - BPI: Srebro               | Weapons of Mass Destruction |
| „Muthafucka”                                                   | 2004 | –                 | 85                | –                 | –                 | –                 | –                 | –                 | –                 | –                 | –                 |                             | Weapons of Mass Destruction |
| „Concentrate”                                                  | 2006 | –                 | –                 | –                 | –                 | 68                | –                 | –                 | –                 | –                 | –                 |                             | Full Circle                 |
| „Family Values”                                                | 2006 | –                 | –                 | –                 | –                 | –                 | –                 | –                 | –                 | –                 | –                 |                             | Full Circle                 |
| „Thank You”                                                    | 2006 | –                 | –                 | –                 | –                 | –                 | –                 | –                 | –                 | –                 | –                 |                             | Full Circle                 |
| „Hurt Locker”                                                  | 2009 | –                 | –                 | –                 | –                 | –                 | –                 | –                 | –                 | –                 | –                 |                             | bez albumu                  |
| „Phenom” (feat. Kurupt & 40 Glocc)                             | 2010 | –                 | –                 | –                 | –                 | –                 | –                 | –                 | –                 | –                 | –                 |                             | Napalm                      |
| „Highest Form of Understanding (H.F.O.U.)” (feat. Trick-Trick) | 2010 | –                 | –                 | –                 | –                 | –                 | –                 | –                 | –                 | –                 | –                 |                             | bez albumu                  |
| „Napalm”                                                       | 2012 | –                 | –                 | –                 | –                 | –                 | –                 | –                 | –                 | –                 | –                 |                             | Napalm                      |
| „Up Out the Way” (feat. E-40)                                  | 2012 | –                 | –                 | –                 | –                 | –                 | –                 | –                 | –                 | –                 | –                 |                             | Napalm                      |
| „–” oznacza, że pozycja nie była notowana.                     |      |                   |                   |                   |                   |                   |                   |                   |                   |                   |                   |                             |                             |

### Gościnne
| „Bitch Please” (Snoop Dogg feat. Xzibit & Nate Dogg)                                 | 1999 | 77 | 26 | – | No Limit Top Dogg         |
| „Game Don’t Wait” (Warren G feat. Nate Dogg, Snoop Dogg & Xzibit)                    | 1999 | –  | 58 | – | I Want It All             |
| „Focus” (Erick Sermon feat. DJ Quik & Xzibit)                                        | 2000 | –  | 63 | – | Erick Onasis              |
| „Connect” (DJ Hurricane feat. Xzibit, Big Gipp & Pharoahe Monch)                     | 2000 | –  | 66 | 5 | Don't Sleep               |
| „Off the Handle” (Adil Omar feat. Xzibit)                                            | 2011 | –  | –  | – | The Mushroom Cloud Effect |
| „Giraffe P*ssy” (Apollo Brown feat. Ras Kass, Royce da 5’9”, Xzibit & Bishop Lamont) | 2014 | –  | –  | – | Blasphemy                 |
| „–” oznacza, że pozycja nie była notowana.                                           |      |    |    |   |                           |

### Promocyjne
| Tytuł                                                                    | Rok  | Najwyższa pozycja | Album                   |
| Tytuł                                                                    | Rok  | US R&B            | Album                   |
| ------------------------------------------------------------------------ | ---- | ----------------- | ----------------------- |
| „Bitch Please II” (Eminem feat. Dr. Dre, Nate Dogg, Snoop Dogg & Xzibit) | 2000 | 61                | The Marshall Mathers LP |

## Inne notowane utwory
| Tytuł                                                   | Rok  | Najwyższa pozycja | Album           |
| Tytuł                                                   | Rok  | US R&B            | Album           |
| ------------------------------------------------------- | ---- | ----------------- | --------------- |
| „What’s the Difference” (Dr. Dre feat. Xzibit & Eminem) | 1999 | 76                | 2001            |
| „My Name” (feat. Eminem & Nate Dogg)                    | 2002 | 66                | Man vs. Machine |

## Występy gościnne
| Tytuł                                | Rok  | Pozostali wykonawcy                                                                                  | Album                                                                  |
| ------------------------------------ | ---- | --- | ---------------------------------------------------------------------- |
| „Free Style Ghetto”                  | 1995 | King Tee, MC Breeze, Tha Alkaholiks                                                                  | IV Life                                                                |
| „Hit and Run”                        | 1995 | Tha Alkaholiks                                                                                       | Coast II Coast                                                         |
| „Flashback”                          | 1995 | Tha Alkaholiks, Lil Tone                                                                             | Coast II Coast                                                         |
| „The Wake Up Show”                   | 1996 | Tha Mexakinz, Chino XL                                                                               | Tha Mexakinz                                                           |
| „So Good”                            | 1997 | Davina                                                                                               | „So Good” single                                                       |
| „Killin' It”                         | 1997 | Tha Alkaholiks                                                                                       | Likwidation                                                            |
| „E Lucevan Le Stelle”                | 1997 | n/a                                                                                                  | The Rapsody Overture                                                   |
| „Wild Pitch”                         | 1998 | Ras Kass, Jah Skillz                                                                                 | Rasassination                                                          |
| „What’s the Difference”              | 1999 | Dr. Dre, Eminem                                                                                      | 2001                                                                   |
| „Some L.A. Niggaz”                   | 1999 | Dr. Dre, Defari, Knoc-turn’al, Time Bomb, King T, MC Ren, Kokane                                     | 2001                                                                   |
| „Thunder & Lightning”                | 1999 | Defari, Tash                                                                                         | Focused Daily                                                          |
| „Handle Your Time”                   | 1999 | Prince Paul, Sadat X, The King Creole                                                                | A Prince Among Thieves                                                 |
| „Loose Cannons”                      | 1999 | Kurupt, Daz Dillinger                                                                                | Tha Streetz Iz a Mutha                                                 |
| „Step Up”                            | 1999 | Kurupt, Crooked I                                                                                    | Tha Streetz Iz a Mutha                                                 |
| „Keep It Movin' „                    | 1999 | Saukrates                                                                                            | The Underground Tapes                                                  |
| „The Anthem”                         | 1999 | Sway & King Tech, RZA, Tech N9ne, Eminem, Pharoahe Monch, Kool G Rap, Jayo Felony, Chino XL, KRS-One | This or That                                                           |
| „True Homies”                        | 1999 | Tash                                                                                                 | Rap Life                                                               |
| „Big Business”                       | 1999 | Frost, Jayo Felony                                                                                   | That Was Then, This Is Now, Vol. 1                                     |
| „2 Killas”                           | 1999 | Cold 187um, Above the Law                                                                            | Executive Decisions                                                    |
| „My Writes”                          | 2000 | De La Soul, Tash, J-Ro                                                                               | Art Official Intelligence: Mosaic Thump                                |
| „Getcha Groove On”                   | 2000 | Limp Bizkit                                                                                          | Chocolate Starfish and the Hot Dog Flavored Water                      |
| „Down for the Count”                 | 2000 | Reflection Eternal, Rah Digga                                                                        | Train of Thought                                                       |
| „Big Bang Theory”                    | 2000 | Tha Eastsidaz, Kurupt, CPO                                                                           | Tha Eastsidaz                                                          |
| „Pop X”                              | 2000 | Mack 10, Techniec, Caviar, Skoop Delania, Pinky                                                      | The Paper Route                                                        |
| „Likwit Rhyming”                     | 2000 | Tony Touch, Tash, Defari                                                                             | The Piece Maker                                                        |
| „Perfect Gentleman” (Remix)          | 2000 | Wyclef Jean, King Yellowman                                                                          | The Ecleftic: 2 Sides II a Book                                        |
| „U Can’t Fuck with Me”               | 2000 | LL Cool J, Snoop Dogg, Jayo Felony                                                                   | G.O.A.T.                                                               |
| „In My Face”                         | 2000 | Suga Free, Hi-C                                                                                      | The Konnectid Project, Vol. 1                                          |
| „The Hardest...”                     | 2001 | Kurupt, Nate Dogg, MC Ren                                                                            | Space Boogie: Smoke Oddessey                                           |
| „151”                                | 2001 | Tha Alkaholiks                                                                                       | X.O. Experience                                                        |
| „The Wild Life”                      | 2001 | Fat Joe, Prospect                                                                                    | Jealous Ones Still Envy (J.O.S.E.)                                     |
| „Get Fucked Up with Me”              | 2001 | n/a                                                                                                  | The Wash soundtrack                                                    |
| „Fuck with Us”                       | 2001 | Kurupt, Tray Deee                                                                                    | Bones soundtrack                                                       |
| „Keep It G.A.N.G.S.T.A.”             | 2001 | Nate Dogg, Lil’ Mo                                                                                   | Music and Me                                                           |
| „Bacc 2 L.A.”                        | 2001 | Soopafly, Daz Dillinger                                                                              | Dat Whoopty Woop                                                       |
| „Str8 Westcoast” (Remix)             | 2002 | Knoc-turn’al, Warren G, Shade Sheist, Nate Dogg                                                      | L.A. Confidential presents: Knoc-turn’al                               |
| „The X (Y'all Know The Name)”        | 2002 | The X-Ecutioners, Pharoahe Monch, Inspectah Deck, Skillz                                             | Built from Scratch                                                     |
| „Unleash”                            | 2003 | Da 5 Footaz, Sticky Fingaz                                                                           | Lifetime                                                               |
| „What We Do”                         | 2004 | Knoc-turn’al, Warren G, Nate Dogg                                                                    | The Way I Am                                                           |
| „Stand”                              | 2004 | Alice Cooper                                                                                         | Unity: The Official Athens 2004 Olympic Games Album and Dirty Diamonds |
| „Fight the Power”                    | 2005 | Korn                                                                                                 | xXx: State of the Union soundtrack                                     |
| „Salam Alajkum (Boogie Down Berlin)” | 2005 | DJ Tomekk, Sido, Harris                                                                              | Numma Eyns                                                             |
| „California Vacation”                | 2006 | Game, Snoop Dogg                                                                                     | Doctor’s Advocate                                                      |
| „Up from da Underground”             | 2007 | Ras Kass, KRS-One, Mad Lion                                                                          | Razzy Kazzy                                                            |
| „Don't Ya Dare Laugh”                | 2009 | B-Real, Young De                                                                                     | Smoke N Mirrors                                                        |
| „Limb by Limb”                       | 2009 | Timati                                                                                               | The Boss                                                               |
| „People Up on It”                    | 2010 | Bliss n Eso                                                                                          | Running on Air                                                         |
| „Life’s a Bitch”                     | 2010 | Ras Kass                                                                                             | A.D.I.D.A.S. (All Day I Dream About Spittin)                           |
| „In Gotti We Trust”                  | 2010 | Kurupt                                                                                               | Streetlights                                                           |
| „Goin' Back”                         | 2010 | Statik Selektah, Termanology, Cassidy                                                                | 1982                                                                   |
| „The Recipe”                         | 2011 | Apathy                                                                                               | Honkey Kong                                                            |
| „Off The Handle”                     | 2012 | Adil Omar                                                                                            | The Mushroom Cloud Effect                                              |
| „Cypher”                             | 2013 | HS87, Casey Veggies, SchoolBoy Q, Rick Ross, Method Man, Redman, Raekwon                             | All I’ve Ever Dreamed Of                                               |
| „V.I.P.”                             | 2013 | Tony Touch, Too Short, Kurupt                                                                        | The Piece Maker 3: Return of the 50 MC’s                               |
| „And We Run”                         | 2014 | Within Temptation                                                                                    | Hydra                                                                  |
| „By My Side”                         | 2014 | Brotha Lynch Hung, Snoop Dogg, Warren G                                                              | Suicide Tour: Ten Roks Later                                           |
| „Loose Cannons”                      | 2015 | Dr. Dre, Cold 187um                                                                                  | Compton: A Soundtrack by Dr. Dre                                       |

## Teledyski
- 1996: „Paparazzi” (w reżyserii Michael Lucero)
- 1996: „The Foundation” (w reżyserii Michael Lucero)
- 1998: „What U See Is What U Get” (w reżyserii Gregory Dark)
- 1999: „Up From da Underground” (feat. KRS-One & Xzibit) (w reżyserii Atom Rothlein)
- 1999: „Bitch Please” (Snoop Dogg feat. Xzibit & Nate Dogg) (w reżyserii Dr. Dre & Phillip Atwell)
- 1999: „The Game Don’t Wait (Remix)” (Warren G feat Snoop Dogg, Nate Dogg & Xzibit)
- 2000: „Year 2000”
- 2000: „X” (w reżyserii Dave Meyers)
- 2000: „Get Your Walk On”
- 2000: „Don't Approach Me”
- 2001: „Front 2 Back” (w reżyserii Diane Martel)
- 2002: „Multiply” (w reżyserii Chris Robinson)
- 2002: „Symphony in X Major” (w reżyserii Joe Hahn)
- 2003: „In da Club (50 Cent) (w reżyserii Phillip Atwell)
- 2004: „Ride & Smoke”
- 2004: „Hey Now (Mean Muggin)” (w reżyserii Benny Boom)
- 2005: „Criminal Set” (w reżyserii Estevan Oriol)
- 2006: „Concentrate” (w reżyserii Little X)
- 2006: „Roll On 'Em” (DJ Crazy Toones feat. WC, Young Maylay, MC Ren & Xzibit) (w reżyserii D. Baker)
- 2008: „Thank You”
- 2009: „Figure It Out”  (Xzibit oraz Young De & Mykestro)
- 2010: „Phenom”
- 2010: „Hurt Locker”
- 2011: „What It Is”
- 2011: „Man on the Moon”
- 2011: „Off The Handle” (Adil Omar feat. Xzibit)
- 2012: „I Don’t Dance” (DMX feat. Machine Gun Kelly)
- 2014: „And We Run” (Within Temptation feat. Xzibit)